# شلال وادي بنا
شلال وادي بنا هو مسقط ماء عذب يقع في مديرية السدة في محافظة إب أرتفاعه يزيد عن 30 متر وهو يبعد عن مدينة إب ما يقارب مسيرة ساعتين بالسيارة .